# Јован Гојковић
Јован Гојковић (Чачак, 7. јануар 1975 — Београд, 22. децембар 2001) је био српски фудбалер.

## Каријера
Прве фудбалске кораке направио је у Задругару из Доње Трепче, наставио у чачанском БИП-у, а потом са великим успехом носио и дрес Борца и као врло млад постао градитељ игре чачанских "зебри".
У летњем прелазном року 1996. облачи дрес београдског Чукаричког где је његов несумњиви таленат врло брзо запажен од стране "вечитих ривала". У дресу Црвене звезде се потпуно афирмисао, а посебно је његов учинак био добар у "вечитим дербијима" у којима је имао запажене роле, а неретко је био и стрелац. Интернационалац је био у Грчкој, где је са великим успехом носио дрес Ираклиса.
У пуној играчкој зрелости и у моментима када је почео исписивати најлепше странице каријере, трагично је настрадао у аутомобилској несрећи у близини Београда. Клизав, залеђен асфалт, био је кобан. Гојковић је изгубио контролу над "Хондом", склизнуо са пута и ударио у стуб. Смрт је била тренутна.
За репрезентацију Југославије наступио је само на једном мечу, 23. децембра 1998. против Израела (0:2) у Тел Авиву.
У знак сећања на једног од најталентованијих фудбалера пониклих у граду на обалама Западне Мораве, од 2009. се на игралишту БИП-а, одржава Меморијални турнир "Јован Гојковић - Цуне".
Једна улица у Граду Београду, општина Чукарица носи његово име.

## Трофеји

### Црвена звезда
- Првенство СР Југославије (1) : 1999/00.
- Куп СР Југославије (2) : 1998/99, 1999/00.